# Vozka (Wysoki Jesionik)
Vozka (historyczna nazwa niem. Fuhrmannstein) – szczyt (góra) o wysokości 1377 m n.p.m. (podawana jest też wysokość 1377,1 m n.p.m.  lub 1377,0 m n.p.m. ), będący grupą skalną w paśmie górskim Wysokiego Jesionika (cz. Hrubý Jeseník), w północno-wschodnich Czechach, w Sudetach Wschodnich, na Morawach, w obrębie gminy Loučná nad Desnou, oddalony o około 11,7 km na północny zachód od szczytu góry Pradziad (cz. Praděd). Rozległość góry (powierzchnia stoków) szacowana jest na około 6,9 km².

## Historia

### Legenda związana ze skaliskiem szczytowym

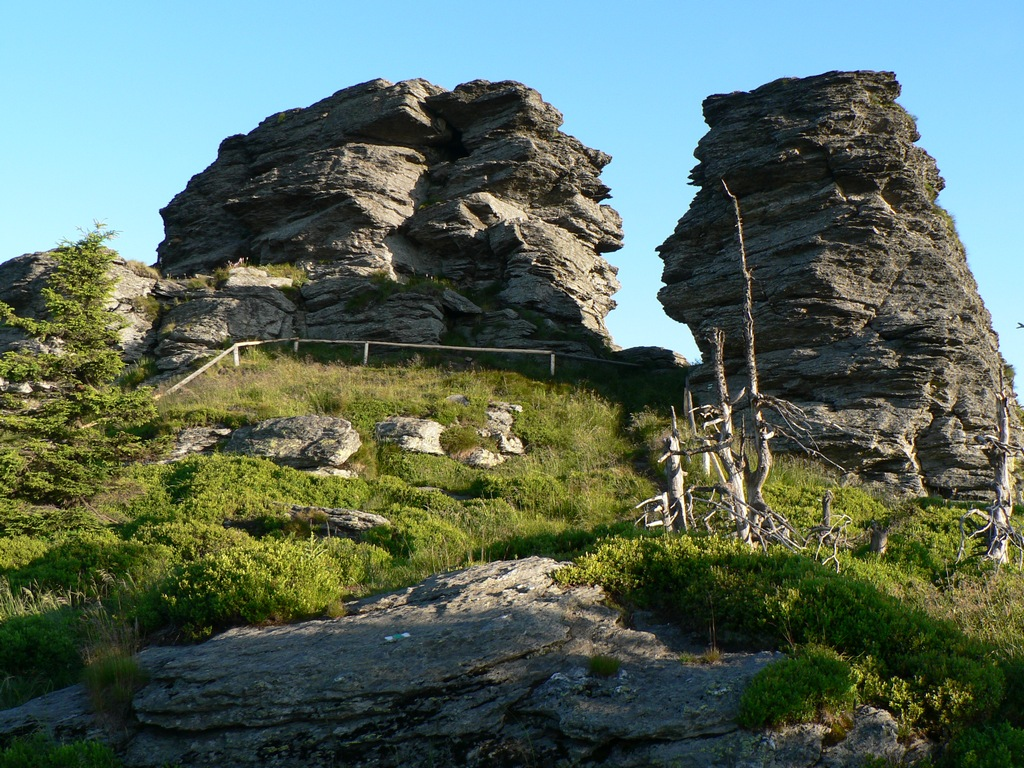
Legendarne skalisko na szczycie góry Vozka (2008 rok)

Ze skaliskiem szczytowym związana jest legenda nawiązująca do nazwy góry Vozka, czyli w polskim tłumaczeniu: Woźnica. Według tej legendy skalisko to przypomina kształtem powóz z zaprzęgiem i woźnicą. W czasie panującego głodu woźnica ten wiózł bochenki chleba. Kiedy rozpętała się burza, a powóz ugrzązł w błocie, zły duch podpowiedział mu, aby rzucał bochenki pod koła, aby powóz mógł po nich jechać. Tak też zrobił, a karą za ten czyn było to, że skamieniał wraz z powozem. 

## Charakterystyka

### Lokalizacja
Góra Vozka jest górą dobrze rozpoznawalną, położoną blisko góry Keprník na południe od niej, a ponadto poprzez charakterystyczny widoczny „ząb” szczytowej grupy skalnej. Dobrze widoczna z drogi okalającej połać szczytową góry Pradziad czy też z innego charakterystycznego punktu widokowego – z drogi okalającej szczyt góry Dlouhé stráně. Góra położona jest w północno-zachodnim rejonie całego pasma Wysokiego Jesionika, leżąca w centrum części Wysokiego Jesionika (mikroregionie) o nazwie Masyw Keprníka (cz. Keprnická hornatina). Jest dziewiątym co do wysokości (po szczytach: Pradziad, Vysoká hole, Vysoká hole–JZ, Petrovy kameny, Keprník, Kamzičník, Velký Děd i Velký Máj) szczytem Wysokiego Jesionika i drugim w Masywie Keprníka, leżącym na jego bocznym odgałęzieniu (grzbiecie).
Górę ograniczają: od północy doliny potoków Klepáčký potok i Jelení potok oraz przełęcz Sedlo Trojmezí, od wschodu dolina potoku Hučivá Desná, od południowego wschodu przełęcz o wysokości 1296 m n.p.m. w kierunku szczytu Spálený vrch–SV, od południa dolina potoku Poniklý potok oraz przełęcz o wysokości 1112 m w kierunku szczytu Polom oraz od zachodu przełęcz Volská louka. W otoczeniu góry znajdują się następujące szczyty: od północnego wschodu Keprník i Keprník–JV, od południowego wschodu Spálený vrch–SV i Spálený vrch, od południowego zachodu Polom, od zachodu Troják i Troják–SZ oraz od północnego zachodu Černava–JZ i Černava.   

### Stoki
Wszystkie stoki są zalesione w zdecydowanej większości borem świerkowym. Jedynie na stokach północno-zachodnich występują większe fragmenty lasu mieszanego oraz fragmenty lasu liściastego. Na stokach występują liczne przerzedzenia oraz duże polany. W odległości około 250 m na zachód od szczytu występują dwa odosobnione większe skaliska. Ponadto na stokach północno-zachodnich w pobliżu płynącego potoku Jelení potok występują grupy skalne.
Stoki mają stosunkowo  niejednolite i zróżnicowane nachylenia. Maksymalne średnie nachylenie stoku północno-zachodniego na odcinku 50 m nie przekracza 40°. Oprócz wytyczonych szlaków turystycznych, wszystkie stoki pokryte są siecią nieoznakowanych dróg oraz ścieżek. Przemierzając je zaleca się korzystanie ze szczegółowych map, z uwagi na zawiłości ich przebiegu, zalesienie oraz zorientowanie w terenie.
Około 2 km na północny zachód od szczytu, przy drodze, znajduje się niewielki kamień pamiątkowy z następującą inskrypcją: 

KAISERIN
ELISABETH
†
10 SEPTEMBER
1898

Kamień ten został założony po pobycie w tym rejonie cesarzowej Austrii Elżbiety Bawarskiej (Sisi), która tu była i rzekomo nocowała w pobliskiej chacie Jelení bouda, leżącej już na stoku góry Keprník.

### Szczyt

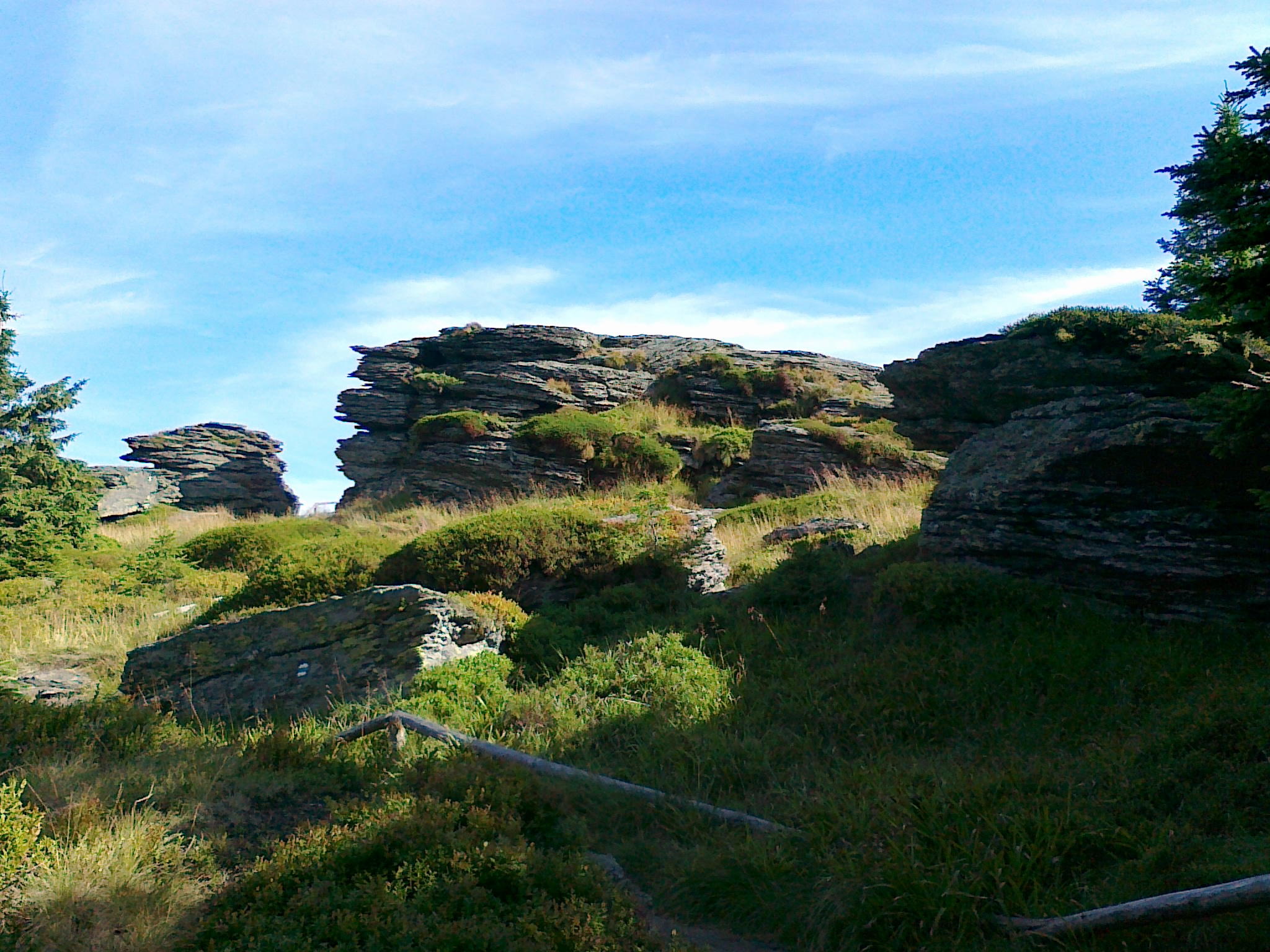
Skalisko szczytowe góry Vozka (2019 rok)

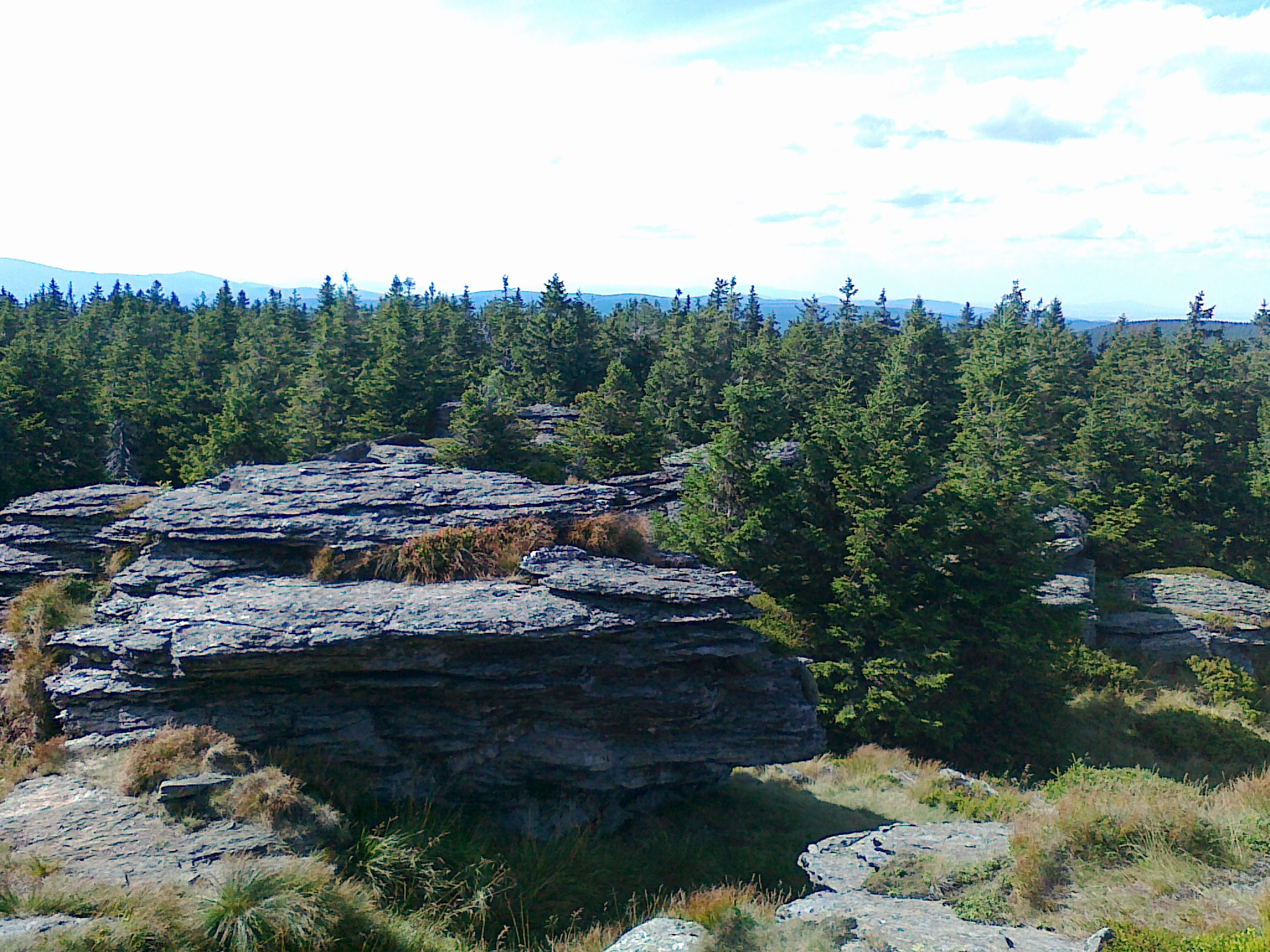
Grupa skalna na połaci szczytowej góry Vozka (2019 rok)

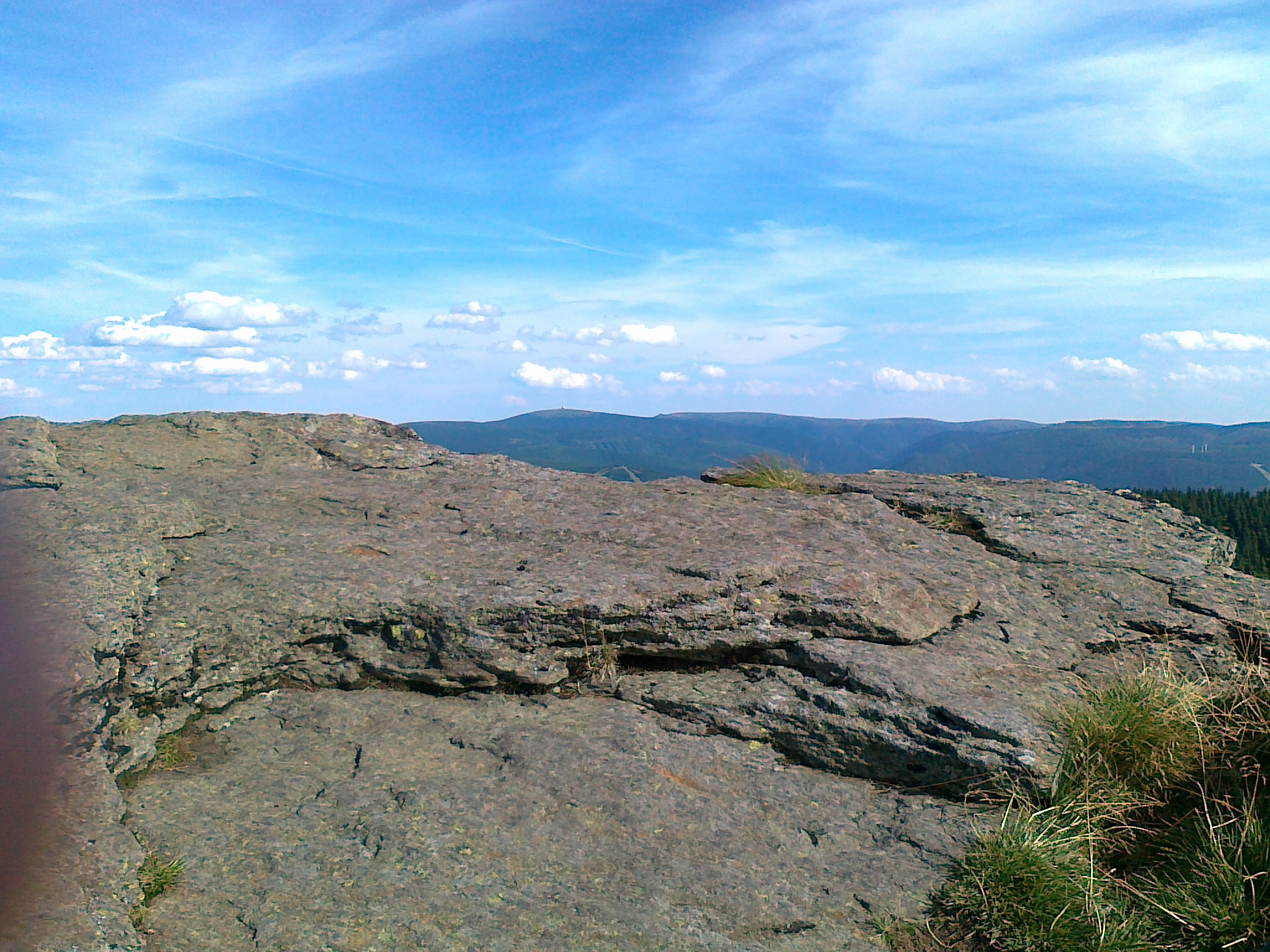
Widok ze skaliska szczytowego góry Vozka na szczyty gór: Malý Děd, Pradziad, Petrovy kameny, Vysoká hole, Kamzičník, Velký Máj, Jelení hřbet i Dlouhé stráně (2019 rok)

Na połaci szczytowej znajduje się grupa skalna, ze skaliskiem szczytowym, który jest wybitnym punktem widokowym na otaczające szczyty i pasma górskie. Przy korzystnych warunkach pogodowych rozciągają się dalekie perspektywy m.in. w kierunku gór: Śnieżka (cz. Sněžka), Śnieżnik (cz. Králický Sněžník) czy Ślęża. Połać szczytowa pokryta jest świerkami oraz m.in. bardzo popularną rośliną występującą niemalże na całym obszarze Wysokiego Jesionika, którą jest czarna jagoda. Na szczycie nie ma punktu geodezyjnego. Państwowy urząd geodezyjny o nazwie (cz. Český úřad zeměměřický a katastrální (CÚZK)) w Pradze podaje jako najwyższy punkt góry – szczyt – o wysokości 1377,0 m n.p.m. i współrzędnych geograficznych (50°09′10,9″N 17°06′30,5″E/50,153028 17,108472). 
Dojście do szczytu następuje z biegnącego przez grupę skalną zielonego szlaku turystycznego , z możliwością przejścia ze skrzyżowania turystycznego U Vozky z podaną na tablicy informacyjnej wysokością 1360 m lub ze skrzyżowania o nazwie Sedlo pod Vřesovkou. Ze skrzyżowania U Vozky, położonego około 170 m na północny zachód od szczytu biegnie miejscami – z uwagi na podmokły teren – deskowy chodnik, a przy skaliskach szczytowych założono drewniane barierki. Jest możliwość wejścia od strony tego skrzyżowania na skalisko szczytowe, ale trzeba zachować ostrożność w poruszaniu się po nim. 

### Geologia
Pod względem geologicznym góra Vozka należy do jednostki określanej jako kopuła Keprníka i zbudowana jest ze skał metamorficznych: ciemnych gnejsów, ortognejsów, erlanów, blasto-mylonitów i łupków łyszczykowych o niejednolitej strukturze, czasami zawierających brązowe fenokryształy staurolitu, sterczące z nadwietrzałej powierzchni skał. W niektórych miejscach pojawiają się żyły i soczewki wypełnione białym kwarcem i różowym andaluzytem.
Występują tu terasy krioplanacyjne oraz progi skalne: klify mrozowe, powstałe w plejstocenie, w mroźnym klimacie peryglacjalnym. W partiach szczytowych wierzchnia warstwa skał jest dość rozluźniona, aby u podnóża przekształcić się w skalne rumowisko. 

### Wody
Grzbiet główny (grzebień) góry Pradziad, biegnący od przełęczy Skřítek do przełęczy Červenohorské sedlo oraz dalej do przełęczy Ramzovskiej (cz. Ramzovské sedlo) jest częścią granicy Wielkiego Europejskiego Działu Wodnego, dzielącej zlewiska Morza Bałtyckiego i Morza Czarnego . 
Szczyt wraz ze stokami góry Vozka położony jest na południowy zachód od tej granicy, należy więc do zlewni Morza Czarnego, do którego płyną wody m.in. z dorzecza Dunaju, będącego przedłużeniem płynących z tej części Wysokiego Jesionika górskich potoków (m.in. płynących w pobliżu góry potoków o nazwie Jelení potok, Klepáčký potok czy Poniklý potok). Ze stoku zachodniego bierze swój początek potok Hučava, a ze stoków północno-zachodnich płynie kilka krótkich, nienazwanych potoków będących dopływami potoków o nazwie Jelení potok i Klepáčký potok. Na stoku północnym (blisko przełęczy Sedlo Trojmezí) występują torfowiska oraz niewielkie dwa oczka wodne. Ponadto w odległości około 1,1 km na zachód od szczytu na wysokości około 1175 m n.p.m. występuje źródło o nazwie (cz. Studánka U Hášovy chaty).

## Ochrona przyrody
Część zachodnia i północna góry znajduje się w obrębie narodowego rezerwatu przyrody Šerák-Keprník (cz. Národní přírodní rezervace Šerák-Keprník), będącego częścią wydzielonego obszaru objętego ochroną o nazwie Obszar Chronionego Krajobrazu Jesioniki (cz. Chráněná krajinná oblast (CHKO) Jeseníky), a utworzonego w celu ochrony utworów skalnych, ziemnych i roślinnych oraz rzadkich gatunków zwierząt.

### Narodowy rezerwat przyrody Šerák-Keprník
Narodowy rezerwat przyrody Šerák-Keprník położony jest na wysokościach (852–1423) m n.p.m., ma powierzchnię 794,30 ha (z ochronną strefą buforową nawet 1169,83 ha) oraz został utworzony 31 grudnia 1933 roku w celu ochrony szeregu zachowanych formacji skalnych i glebowych, powstałych w wyniku surowego klimatu epoki lodowcowej, jakimi są: terasy krioplanacyjne, zręby mrozowe i tzw. tufury oraz znajdującej się na ich obszarze flory i fauny. Rezerwat jest udostępniony dla turystów. Biegną w jego obrębie szlaki zarówno turystyczne jak i szlak rowerowy oraz ścieżka dydaktyczna. Z uwagi jednak na ochronę cennego ekosystemu głębsze penetrowanie rezerwatu nie jest zalecane. 

## Turystyka
W obrębie góry nie ma żadnego schroniska lub hotelu górskiego. Od szczytu do miejscowości Branná jest około 6,5 km w kierunku zachodnim, do schroniska chata Jiřího na stoku góry Šerák około 4 km w kierunku północnym, a do bazy turystycznej z hotelem Červenohorské Sedlo i pensjonatami, położonymi na przełęczy Červenohorské sedlo około 4,5 km w kierunku południowo-wschodnim.

### Chaty łowieckie

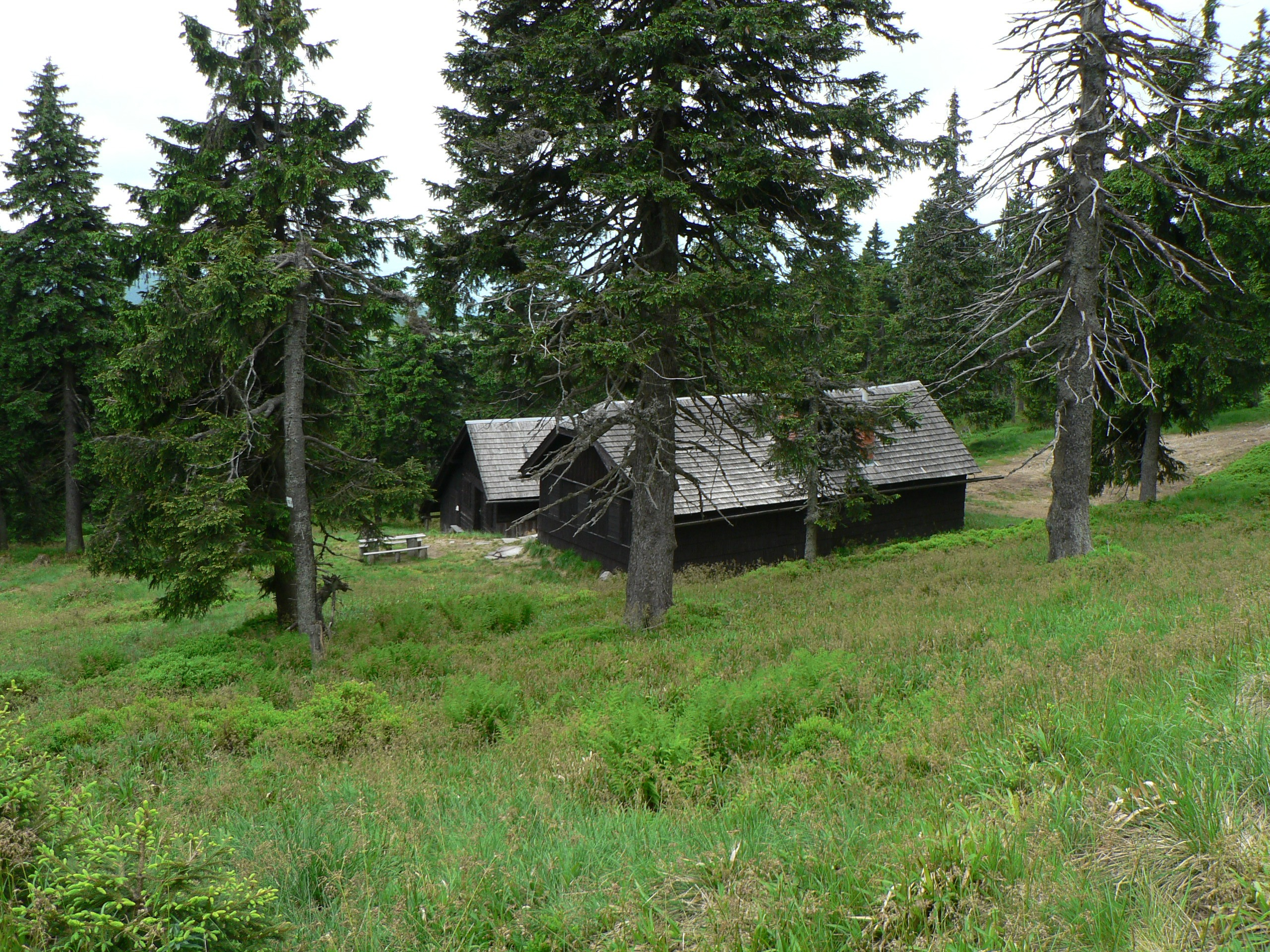
Chata Furmanka na stoku góry Vozka (2010 rok)

Wokół góry na stokach przy ścieżkach, rozsiane są trzy chaty, ale nie mają one charakteru typowych schronisk turystycznych, a które zalicza się do tzw. chat łowieckich. Dojście do nich jest trudne, wymaga posłużenia się szczegółowymi mapami.
| Chaty na stokach góry Vozka |               |                          |                                                      |                                               |
| Lp.                         | Chata         | Odległość od szczytu m   | Lokalizacja                                          | Współrzędne geograficzne                      |
| 1                           | Furmanka      | 550 na południowy wschód | stok południowy Pod Vozkou                           | 50°08′53,5″N 17°06′38,2″E/50,148194 17,110611 |
| 2                           | Hašova chata  | 1100 na zachód           | stok zachodni, blisko zielonego szlaku turystycznego | 50°09′11,1″N 17°05′34,4″E/50,153083 17,092889 |
| 3                           | Knížecí chata | 950 na północny zachód   | stok północno-zachodni                               | 50°09′38,4″N 17°06′06,8″E/50,160667 17,101889 |

### Szlaki turystyczne
Klub Czeskich Turystów (cz. Klub Českých Turistů) wytyczył w obrębie góry dwa szlaki turystyczne na trasach:
 Branná – góra Pekelec – szczyt Pekelec–SV – przełęcz Alojzovské louky – góra Troják–JZ – dolina potoku Hučava – góra Troják – szczyt Vozka – przełęcz Sedlo pod Vřesovkou
 Branná – Tři kameny – góra Troják – przełęcz Volská louka – góra Vozka – Trojmezí

### Szlaki rowerowe i trasy narciarskie
Przez górę nie przechodzi żaden szlak rowerowy. W okresach ośnieżenia wzdłuż żółtego szlaku turystycznego  można skorzystać z wytyczonej trasy narciarstwa biegowego. W obrębie góry nie wytyczono natomiast żadnej trasy narciarstwa zjazdowego.